# Centro-sinistra Organico
Centro-sinistra "Organico" (Nederlands: Organisch Centrumlinks), is de naam die gegeven wordt aan de centrumlinkse coalities die tussen 1962 tot 1976 over Italië regeerden. 

## Achtergrond
Na enkele jaren van centrumrechtse kabinetten (1958-1962), schoof de belangrijkste politieke partij, Democrazia Cristiana (DC), meer op naar een positie links van het midden. In 1962 vormde de christendemocraat Amintore Fanfani een kabinet waarin naast christendemocraten, ook sociaaldemocraten en republikeinen zitting hadden. Het kabinet-Fanfani IV nationaliserende het elektriciteitsnetwerk en creëerde het staatsbedrijf Enel. 
Aldo Moro, de charismatische leider van de linkervleugel van DC vormde in december 1963 een kabinet waarin voor het eerst sinds de jaren '40 ook leden van de Partito Socialista Italiano (PSI) zitting namen. Tot dan toe weigerde DC stelselmatig iedere politieke samenwerking met de socialisten, die tot voor kort nauw samenwerkten met de communisten. In 1958 kwam het echter tot een breuk tussen de socialisten en communisten toen de eersten het neerslaan van de Hongaarse Opstand door de Sovjet-Unie scherp veroordeelden, terwijl de communistische partij de actie van USSR goedpraatte. Sindsdien was er sprake van toenadering tussen DC en de PSI. Pietro Nenni, de leider van de PSI werd in het nieuwe kabinet opgenomen als minister. Moro's opvolger, Giovanni Leone, vormde in 1968 een kabinet dat uitsluitend uit ministers van de christendemocratische partij bestond. 

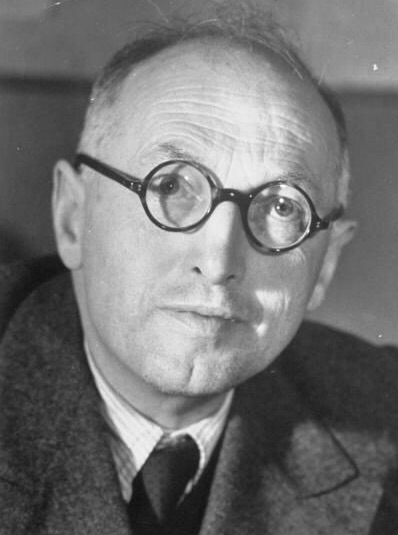
Pietro Nenni (1891-1980), de naoorlogse leider van de PSI

Mariano Rumor die eind 1968 minister-president werd, vormde wederom een centrumlinks kabinet met de PSI. Met een kort intermezzo bleven de socialisten tot aan 1972 de voornaamste coalitiepartners van de christendemocraten. Van 1972 tot 1974 bleven de socialisten, maar ook andere centrumlinkse partijen, zoals de republikeinse partij, buiten de regeringen die werden gevormd door de conservatieve christendemocraat Giulio Andreotti. In de periode 1974 tot 1976 waren Rumor en Moro wederom premier van centrumlinkse kabinetten. In sommige van zijn kabinetten hadden weliswaar geen socialisten zitting, maar in de regel gaven zij die kabinetten dan gedoogsteun. 
In 1976 schoof DC onder Moro verder op naar links en begon de befaamde "opening naar links". De christendemocraten bleken onder bepaalde voorwaarden bereid om een kabinet vormen dat gedoogd zou worden door de Partito Comunista Italiano (PCI). DC sloot een coalitie met de communisten echter uit. 
Na de breuk met de communisten schoven de socialisten meer op naar het politieke midden. Onder Bettino Craxi, die in de jaren '70 de nieuwe leider van de PSI werd, ontwikkelden de socialisten zich tot een pragmatische en tegelijkertijd populistische partij met een duidelijk anticommunistisch karakter. 

## Belangrijke hervormingen

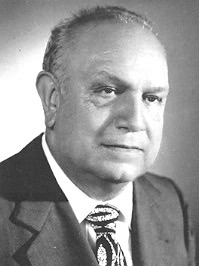
Francesco De Martino (1907-2002), opvolger van Nenni als leider van de PSI. Hij was tweemaal vicepremier

- Uitbreiding van het verplichte lager- en middelbaar onderwijs
- Gratis schoolboeken
- Nationalisatie van het elektriciteitnetwerk
- Stichting van Enel
- Echtscheidingswet van 1970; bekrachtigd in een referendum in 1974 (DC verzette zich tegen de nieuwe wet)
- Nieuw Statuut van de Arbeid
- Instelling Anti-Maffia Commissie
- Instelling van de Regio's van Italië

## Partijen

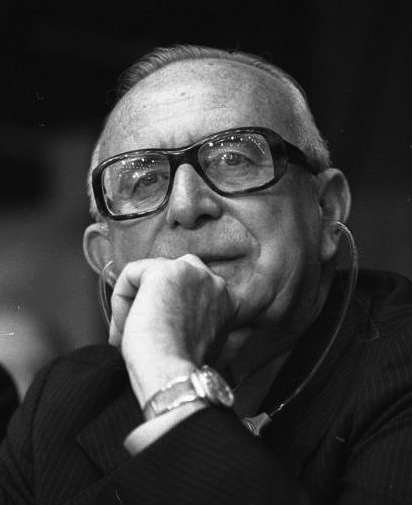
Premier Mariano Rumor (1915-1990)

| Partij | Partij                                  | Voornaamste ideologie   | Leider                                   |
| ------ | --------------------------------------- | ----------------------- | ---------------------------------------- |
|        | Democrazia Cristiana                    | Christendemocratie      | Amintore Fanfani Mariano Rumor Aldo Moro |
|        | Partito Socialista Italiano             | Democratisch socialisme | Pietro Nenni Francesco De Martino        |
|        | Partito Socialista Democratico Italiano | Sociaaldemocratie       | Giuseppe Saragat                         |
|        | Partito Repubblicano Italiano           | Sociaalliberalisme      | Ugo La Malfa                             |

## Kabinetten
| Coalitie              | periode                             | samenstelling      |
| --------------------- | ----------------------------------- | ------------------ |
| Kabinet-Fanfani IV    | 21 februari 1962 - 20 juni 1963     | DC, PSDI, PRI      |
| Kabinet-Leone I*      | 21 juni 1963 - 5 november 1963      | DC                 |
| Kabinet-Moro I        | 4 december 1963 - 26 juni 1964      | DC, PSI, PSDI, PRI |
| Kabinet-Moro II       | 22 juli 1964 - 21 januari 1966      | DC, PSI, PSDI, PRI |
| Kabinet-Moro III      | 23 februari 1966 - 5 juni 1968      | DC, PSI, PSDI, PRI |
| Kabinet-Leone II*     | 24 juni 1968 - 19 november 1968     | DC                 |
| Kabinet-Rumor I*      | 12 december 1968 - 5 juli 1969      | DC, PSI, PSDI, PRI |
| Kabinet-Rumor II      | 5 augustus 1969 - 7 februari 1970   | DC                 |
| Kabinet-Rumor III     | 27 maart 1970 - 6 juli 1970         | DC, PSI, PSDI, PRI |
| Kabinet-Colombo       | 6 augustus 1970 - 15 januari 1972   | DC, PSI, PSDI, PRI |
| Kabinet-Andreotti I*  | 17 februari 1972 - 26 februari 1972 | DC                 |
| Kabinet-Andreotti II* | 26 juni 1972 - 12 juni 1973         | DC, PSDI, PLI      |
| Kabinet-Rumor IV      | 7 juli 1973 - 2 maart 1974          | DC, PSI, PSDI, PRI |
| Kabinet-Rumor V       | 14 maart 1974 - 3 oktober 1974      | DC, PSI, PSDI      |
| Kabinet-Moro IV       | 23 november 1974 - 7 januari 1976   | DC, PRI            |

(*) = Dit waren geen centrumlinkse kabinetten.